# Tane Timor
Tane Timor (Tanetimor) ist eine osttimoresische Aldeia im Sucos Bairro Pite (Verwaltungsamt Dom Aleixo, Gemeinde Dili). 2015 lebten in Tane Timor 118 Menschen.

## Lage
Tane Timor liegt im Osten des Sucos Bairro Pite. Nordwestlich von Tane Timor befindet sich die Aldeia Avança, nördlich liegt die Aldeia Rio de Janeiro und in Osten und Süden grenzt Tane Timor an die Aldeia Ribeira Maloa.